# ロバート・エイトケン
ロバート・エイトケン (Robert Aitken, 1939年8月28日 - ) は、カナダのフルート奏者、作曲家、指揮者である。

## 経歴
1939年8月28日、カナダの東部最南端に位置するノヴァスコシア州のケントヴィルで生まれる。幼少期よりフルートを学び、1955年から1959年までトロント王立音楽院にてニコラス・フィオレにフルートを師事した。1958年から1959年にかけてバンクーバー交響楽団首席フルート奏者を務めたほか、同時期にブリティッシュコロンビア大学でバーバラ・ペントランドに作曲を師事した。1959年以降は、トロント大学にて電子音楽をマイロン・シェーファーに、作曲をジョン・ワインツワイグに師事した。他にも、マルセル・モイーズ、ジャン＝ピエール・ランパル、セヴェリーノ・ガッゼローニ、アンドレ・ジョネにフルートを師事した。
1960年から1964年までCBC交響楽団の第2フルート奏者を務めたほか、1962年から1964年までスタンフォード祝祭管弦楽団の首席フルート奏者を務めた。また1954年に、妻でピアニストのマリオン・ロス、ソプラノ歌手のメーリー・モリソンとともに、リリック・アーツ・トリオを結成した。1965年から1970年までトロント交響楽団の首席フルート奏者を務めたが、これ以降エイトケンはオーケストラ奏者ではなく、ソリストおよびリリック・アーツ・トリオの一員として活動することとなった。
エイトケンはフルート奏者として同時代の作品の演奏や初演に取り組み、様々な作曲家がエイトケンのために作品を書いた。また、エイトケン自身も作曲家として様々な作品を残したほか、教育活動や指揮にも携わった。

## 教育活動
1957年から1968年までトロント王立音楽院で、1960年から1975年までトロント大学で教鞭をとった。また、1985年から1989年までバンフ・センター・フォー・アーツ・アンド・クリエイティビティの監督を務めたほか、1988年から2004年までドイツのフライブルク音楽大学の教授を務めた。他にもエイトケンは、キューバ、フランス、ハンガリー、アイスランド、メキシコ、ノルウェー、ポーランド、スウェーデン、ニュージーランド、アメリカ合衆国など各地でマスターコースを実施している。

## 作曲作品

### 管弦楽
- Rhapsody[3]
- Concerto for Twelve Solo Instruments and Orchestra[3]
- Shadows I: Nekuia[3]
- Spectra for Four Chamber Groups[3]
- Spiral[3]
- Berceuse[3]
- Concerto for Flute and String Orchestra (Shadows V)[3]

### 室内楽
- Suite[3]
- Quartet[3]
- Kebyar[3]
- Shadows II: Lalitá[3]
- Shadows III: Nira[3]
- Icicle[3]
- Plainsong[3]
- Folia[3]
- Shadows IV: My Song[3]
- Wedding Song[3]
- Also Monody (K. Aitken)[3]

### 電子音楽
- Music for Flute and Electronic Tape[3]
- Music for Hamlet[3]
- Noesis[3]

## 評価
上野晃は、エイトケンが日本を含む各国の実験的な作品を取り上げていることを紹介した上で、「繊細なフィーリングと精確な技術、表現の明晰さ、しかも柔軟な音楽性は、日本作品へのアプローチにも実にかなう」と評している。